# Leuchocharis pancheri
Leuchocharis pancheri es una especie de molusco gasterópodo de la familia Orthalicidae en el orden de los Stylommatophora.

## Distribución geográfica
Es endémica de Nueva Caledonia.  